# 岩間鶴夫
岩間 鶴夫（いわま つるお、1913年3月28日 - 1989年12月6日）は、日本の映画監督。神奈川県生まれ。
戦後初期の日本映画を支えた人物の一人で、松竹監督時代に携わった作品は50本を越える。日本映画監督協会会員。

## 監督作品
- 禁男の砂 真夏の情事（1960年）
- 断崖に立つ女（1960年）
- 愛の濃淡（1959年）
- 火の壁（1959年）
- ここに男あり（1959年）
- 続々禁男の砂 赤いパンツ（1959年）
- 風のうちそと（1959年）
- 恐怖の対決（1958年）
- その手にのるな（1958年）
- 幸運の階段（1958年）
- 白磁の人（1957年）
- 婦警日誌より 婦人科医の告白（1957年）
- 悪魔の顔（1957年）
- 魔の季節 春のみづうみ（1956年）
- 俺は死なない（1956年）
- 飛竜の門（1955年）
- 八州遊侠伝 源太あばれ笠（1955年）
- 八州遊侠伝 白鷺三味線（1955年）
- 柔道開眼（1955年）
- 別離（1954年）
- 若き日は悲し（1954年）
- 伝七捕物帖 刺青女難（1954年）
- 姉妹（1953年）
- 美貌と罪（1953年）
- 沖縄健児隊（1953年）
- 「幻なりき」より 郷愁（1952年）
- 若人の誓い（1952年）
- 彼を殺すな（1952年）
- 愛情の旋風（1951年）
- 男の哀愁（1951年）
- 南風（1951年）
- 母恋草（1951年）
- 大学の虎（1950年）

## 演出
- 女の幽霊（1946年）

## 脚本
- 禁男の砂 真夏の情事（1960年）
- 俺は死なない（1956年）
- 若き日は悲し（1954年）
- 愛の先駆者（1946年）
- 女の幽霊（1946年）

## 脚色
- 断崖に立つ女（1960年）
- 風のうちそと（1959年）
- 白磁の人（1957年）
- 飛竜の門（1955年）
- 柔道開眼（1955年）